# متصورة مصرية
متصورة مصرية (الاسم العلمي:Plasmodium aegyptensis) هي نوع من الأسناخ الصبغية تتبع جنس المتصورة من فصيلة المتصورات.